# George Cohen
George Reginald Cohen, MBE (Londres, 22 de outubro de 1939 – 23 de dezembro de 2022) foi um futebolista inglês. O único clube que defendeu foi o Fulham.
Embora descendente de judeus, Cohen não seguia o judaísmo; seu último ascendente que praticava a religião foi seu avô paterno, que se casou com uma gentia, conforme depoimento de seu sobrinho, o jogador da Seleção Inglesa de Rugby Union, Ben Cohen.

## Carreira
Cohen atuou na Seleção Inglesa de Futebol, com a qual conquistou a Copa do Mundo FIFA de 1966.

## Morte
Cohen morreu em 23 de dezembro de 2022, aos 83 anos de idade.

## Títulos
- Copa do Mundo FIFA de 1966